# Rhythm of Love (Danity Kane)
Rhythm of Love è una canzone R&B e Soul scritta da Ray McCullough, Candice Nelson, Jeremy Reeves, Ray Romulus, Patrick "J Que" Smith, Jonathan Yip per il terzo album delle Danity Kane, intitolato DK3. La canzone è il secondo singolo tratto dall'album e viene pubblicato il 24 settembre 2014. La canzone è stata prodotta dagli Stereotypes. È stato il secondo singolo senza la formazione originale della band nonché l'ultimo singolo della band a seguito del secondo scioglimento, avvenuto nell'agosto 2014 a seguito di un forte litigio tra Aubrey O'Day e Dawn Richard.

## Video
Il video musicale del singolo è stato diretto da Dan Fisher ed è stato girato successivamente l'annuncio ufficiale del nuovo scioglimento del gruppo. Per tale motivo non vede la partecipazione di nessuna delle tre ragazze della band.

## Classifiche
| Classifica                 | Posizione massima |
| -------------------------- | ----------------- |
| Billboard Canadian Hot 100 | 68                |

## Date di pubblicazione
- 24 settembre 2014
- 24 settembre 2014